# Rivière de Morlaix
La rivière de Morlaix est un fleuve côtier de Bretagne d'une longueur de 24,3 km qui s'étend depuis le confluent des rivières Queffleut et Jarlot jusqu'à la mer. Elle sépare les pays du Léon, à l'ouest, du Trégor, à l'est. Son nom breton est Dosenn anciennement Dossen.

## Géographie

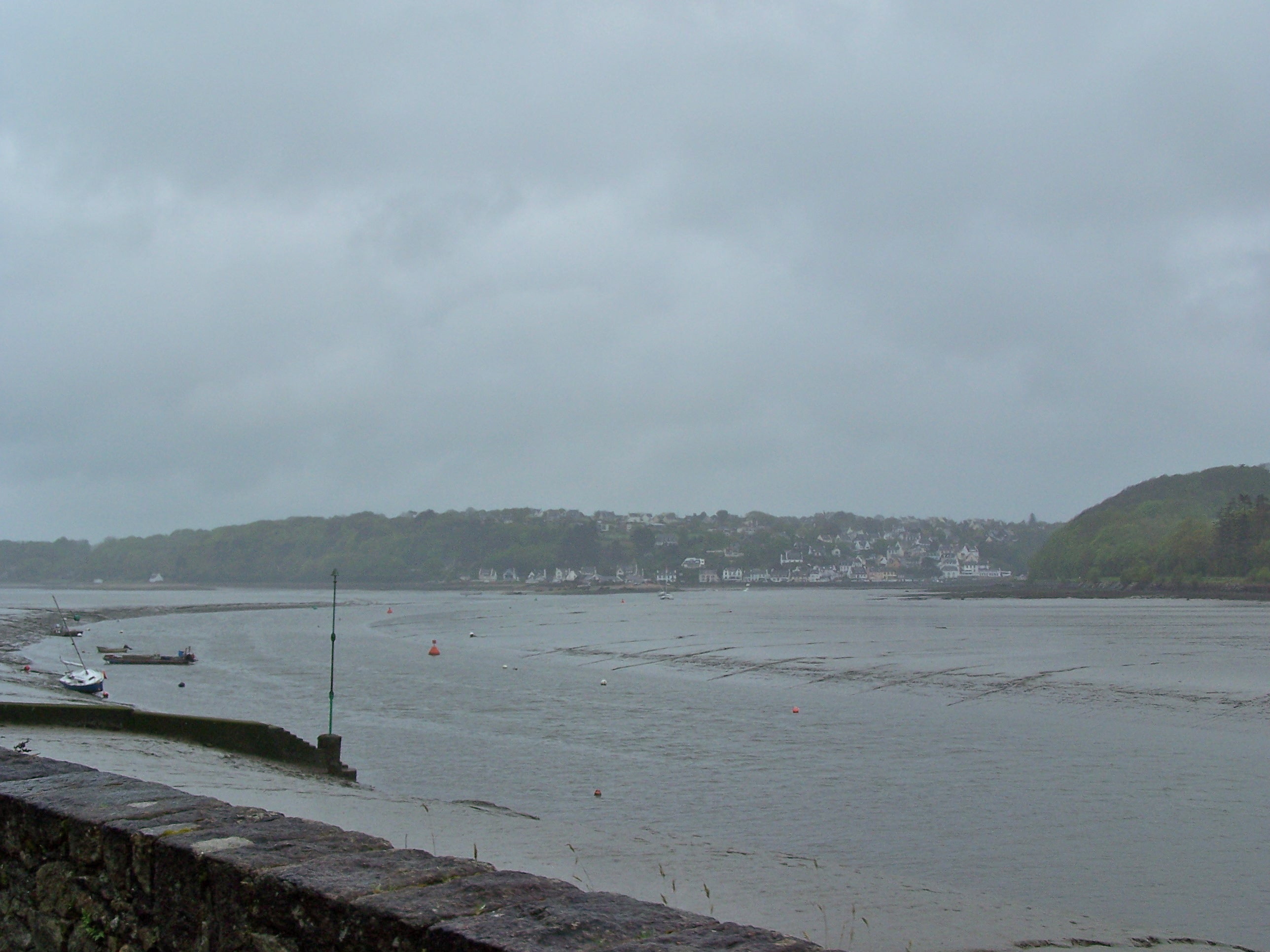
Confluence du Dourduff et du Dossen.

La rivière de Morlaix est une ria constituée par le Dosenn, né de la confluence du Jarlot et du Queffleut, au fond de laquelle se trouve la ville-pont de Morlaix, également port de fond d'estuaire, accessible par un chenal balisé à marée haute. Son embouchure est appelée par les Morlaisiens « le Bas de la Rivière ». Elle reçoit un affluent notable sur sa rive droite : le Dourduff, et un sur sa rive gauche : le Donant ou ruisseau de Pennelé.
Longtemps, les nombreuses palues (palues de Trébez, Lannuguy, Saint-François, Marant, Pennelé sur la rive gauche ; de Quirio, Nécoat, Kanroux, Kosiou sur la rive droite), échelonnées le long des deux rives furent très insalubres ; elles furent assainies et transformées en prairies pour plusieurs d'entre elles dans la seconde moitié du XVIIIe siècle.
La rivière de Morlaix est ainsi décrite par Adolphe Joanne et Élisée Reclus vers 1900 « Le "Dossen" ou "Rivière de Morlaix" se forme, dans la ville même de Morlaix, par la rencontre du Queffleuth et du Jarlot, riviérettes réunissant une foule de ruisseaux et ruisselets aux noms celtes : "Relec", "Coatlosquet", "Bodister", "Trémorgan", etc. À peine la rivière constituée, son eau, que soulève déjà la marée, passe sous le grandiose viaduc de Morlaix, haut de 58 mètres, long de 284 mètres, en deux rangées superposées d'arcades, œuvre la plus belle du chemin de fer de Paris à Brest ; elle porte des bateaux de 300 à 400 tonnes et la rivière se transforme en un fjord qui devient une baie à partir de Locquénolé et de la confluence du Dourdu (c'est-à-dire de « l'eau noire »). De Morlaix à la baie, il y a 6 kilomètres, 12 jusqu'à la pleine mer ; et de Morlaix à la source du plus long des ruisseaux du bassin, 30 kilomètres environ, dans un bassin de 36 000 hectares. Quant au Dourdu (ou Dourduff), sa longueur est de 20 kilomètres. »
À peine constituée, la rivière de Morlaix devient artificiellement souterraine, passant sous l'Hôtel de ville, puis sous les places des Otages, Cornic et du général de Gaulle, en raison des remblaiements successivement effectués pour aménager des parkings dans le centre-ville dans le courant du XXe siècle.

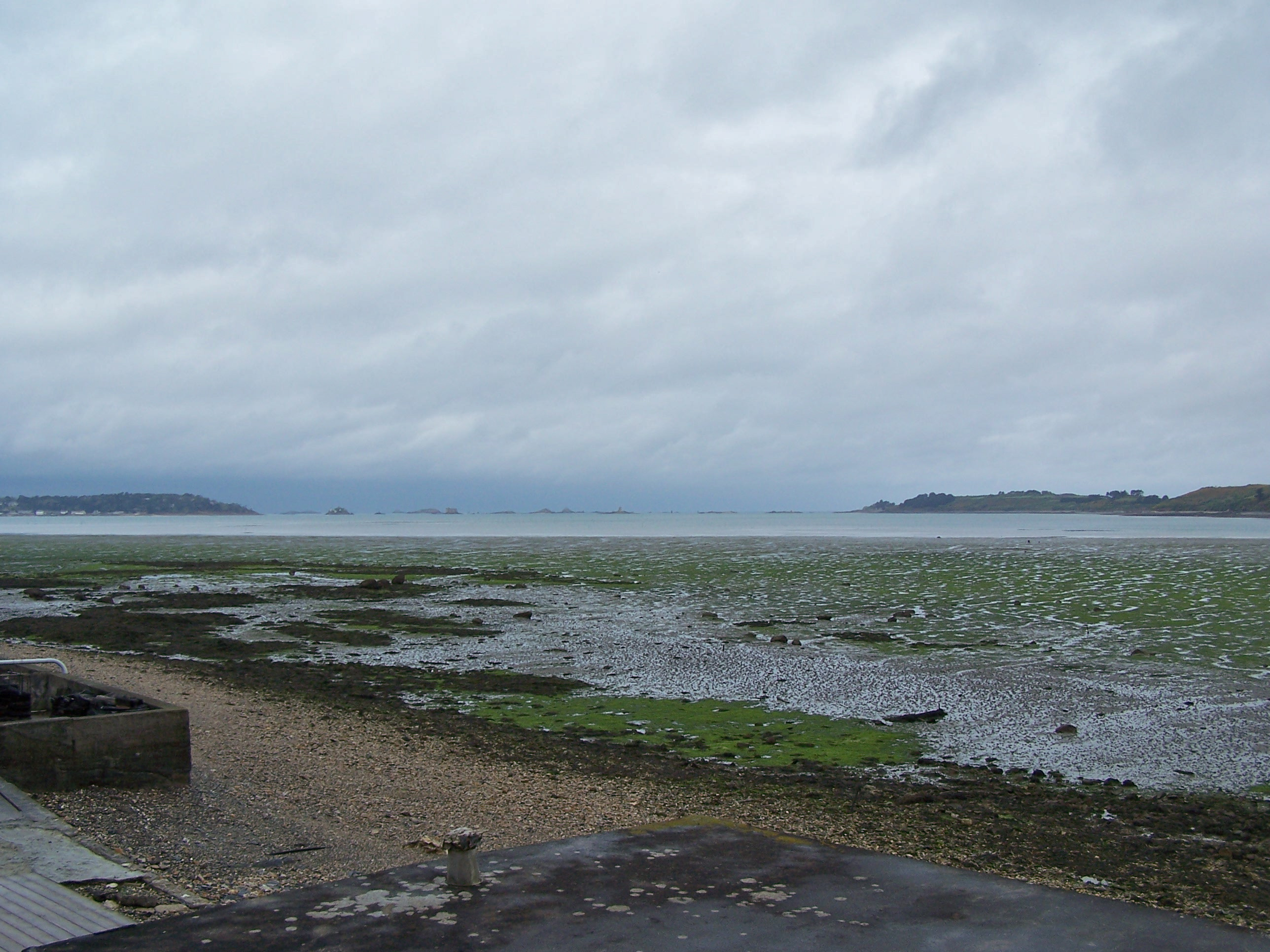
L'estuaire de la rivière de Morlaix, à marée basse.

La rivière de Morlaix sépare le Trégor (sur la rive droite) du Léon (sur la rive gauche), même en pleine ville de Morlaix, comme en témoignent les noms de ses quais : Quai de Tréguier et Quai du Léon.

## Conditions de navigation
Le Dossen ou Rivière de Morlaix est navigable, aux environs des pleines mers depuis le port de Morlaix jusqu'à son embouchure dans la Manche. Le tirant d'eau était traditionnellement très limité : 2 à 3 mètres lors des marées de morte eau, 4,5 mètres lors des marées de vive eau ; le trafic a toujours été limité (50 000 tonnes par an environ au milieu du XIXe siècle. Onésime Reclus précise en 1899 que le port de Morlaix peut accueillir des navires de 400 tonnes, ce qui est peu.
Le "retournement" du Dossen correspond au moment où le sens de l'eau s'inverse, la puissance du flot montant l'emportant sur le flot descendant de l'eau apporté par le Queffleuth et le Jarlot réunis. La force des courants de marée joue un rôle de "chasse d'eau" limitant l'envasement. En 1522, il avait suffi de quelques arbres coupés, jetés en travers de la rivière de Morlaix, pour que le port et tout le haut du Dossen soient enlisés, le grand balayage bi-quotidien de la marée ne pouvant plus produire son plein effet. Les bateaux durent alors débarquer momentanément leurs cargaisons en Baie de Morlaix ou à Roscoff.

## Histoire
Le 27 décembre 1535, une barque pleine de monde sombra devant Cuburien et presque tous les passagers périrent (101).

## Départements et principales villes traversés
- Finistère : Morlaix

## Hydrographie

### Principaux affluents
- le Jarlot
- le Queffleut

## À voir
- La route de la corniche longe la rivière sur ses deux rives pendant un temps, au départ de Morlaix, en direction de Plouezoc'h jusqu'au petit port du Dourduff-en-Mer sur la rive droite, et presque jusqu'à Carantec en passant par Locquénolé sur la rive gauche, ménageant de beaux points de vue sur la ria elle-même, les belles propriétés, la rive opposée et les ilots de la baie de Morlaix.